# Sichuan Guancheng Zuqiu Julebu
Il Sichuan Guancheng Zuqiu Julebu (四川冠城足球俱乐部S, Sìchuān Guānchéng Zúqiú JùlèbùP), a volte tradotto come Sichuan First City Football Club, è stata una squadra di calcio cinese con sede a Chengdu. La squadra giocava le sue partite al Chengdu Sports Centre.

## Denominazione
- Dal 1953 al 1993: Sichuan Sheng Zuqiu Dui (四川省足球队S; Sichuan Football Club)
- Dal 1993 al 1998: Sichuan Quanxing Zuqiu Julebu (四川全兴足球俱乐部S; Sichuan Quanxing Football Club)
- Nel 1999: Sichuan Quanxing Langjiu Zuqiu Julebu (四川全兴郎酒足球俱乐部S; Sichuan Quanxing Langjiu Football Club)
- Nel 2000: Sichuan Quanxing Shuijingfang Zuqiu Julebu (四川全兴水井坊足球俱乐部S; Sichuan Quanxing Shuijingfang Football Club)
- Nel 2001: Sichuan Shangwutong Zuqiu Julebu (四川商务通足球俱乐部S; Sichuan Shangwutong Football Club)
- Nel 2002: Sichuan Dahe Zuqiu Julebu (四川大河足球俱乐部S; Sichuan Dahe Football Club)
- Dal 2003 al 2006: Sichuan Guancheng Zuqiu Julebu (四川冠城足球俱乐部S; Sichuan First City Football Club)

## Palmarès

### Altri piazzamenti
- Campionato cinese:

Secondo posto: 1978, 1990
Terzo posto: 1986, 1999, 2000
- Coppa di Cina:

Finalista: 2004
- China League Two:

Secondo posto: 1990